# 蔬菜列表

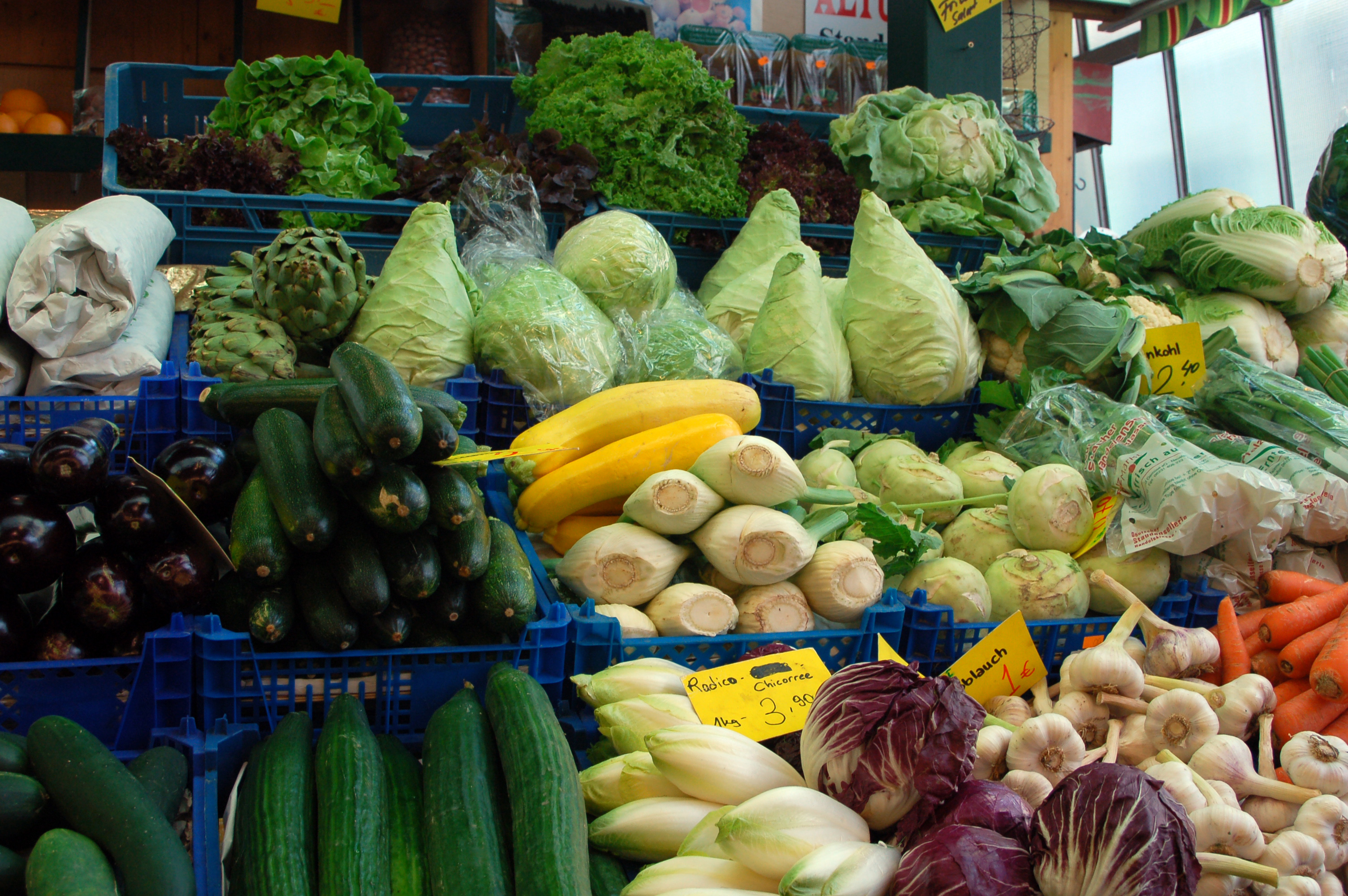
蔬菜

蔬菜列表，列舉了所有日常用于烹饪的蔬菜。蔬菜不太容易定義，在烹饪、植物學，以及法律上也有不同的定義。此表中列的也包括一一些植物的果实（例如南瓜），但不包括香草、香辛料和谷物、大部份的水果及坚果，其中也不包括食用蕈。
在法律上，因為管理、稅收等因素的需求，也會針對「蔬菜」定義。其中一個例子是番茄，在植物學上屬於浆果，但在美國法律中視為蔬菜。
四季豆是菜

## 葉菜類
- 蕃薯葉
- 菠菜
- 香菜
- 芹菜（西芹）
- 蕹菜（空心菜）
- 茼蒿
- 茴香
- 苋菜
- 莴苣
- 油麦菜

### 十字花科类
- 白菜类
  - 小白菜
  - 塌棵菜
  - 菜心（菜薹）
  - 大白菜
  - 油菜
  - 薺菜

- 芥菜类
  - 子芥菜
  - 芜菁（根用芥菜）
  - 榨菜（茎用芥菜）
  - 雪里蕻（叶用芥菜）
  - 油菜（芥菜型）

- 甘蓝类
  - 苤蓝
  - 花椰菜
  - 宝塔花菜
  - 卷心菜
  - 抱子甘蓝
  - 紫甘蓝
  - 羽衣甘蓝
  - 木立花椰菜
  - 白花芥蓝
  - 芥蓝

- 水生类
  - 西洋菜
  - 水芹

### 葱蒜类
- 大葱
- 小葱
- 火葱
- 楼子葱
- 大蒜
- 洋葱
- 韭菜
- 韭葱
- 薤

## 莖菜類
- 大黃（經雜交簡化毒性後，於19世紀後，在英國成為可供食用的蔬菜的一種）
- 蘆筍
- 甘蔗
- 菰

## 瓜果类
- 黄瓜
- 丝瓜
- 冬瓜
- 苦瓜
- 南瓜
- 西葫芦
- 葫芦
- 笋瓜
- 佛手瓜

註：英文瓜有分為蔬菜瓜（squash）與水果瓜（melon）。

## 茄果类
- 茄子
- 番茄
- 辣椒
- 菜椒

## 根莖類
- 番薯
- 馬鈴薯
- 山藥
- 芋頭
- 魔芋
- 薑
- 白萝卜
- 胡萝卜
- 辣根
- 甜菜根
- 芹菜根
- 木薯(樹薯)
- 雪蓮薯

## 豆類
- 紅豆
- 豌豆
- 刀豆
- 蚕豆
- 大豆
- 豆角
  - 豇豆
  - 扁豆
  - 四季豆
  - 荷包豆
- 毛豆

分类:豆科

## 水生菜类
- 莲藕
- 茭白
- 菱角
- 莼菜
- 慈菇
- 水芹
- 芡实
- 蒲菜
- 龍骨瓣莕菜